# Castel San Niccolò
Castel San Niccolò es una localidad italiana de la provincia de Arezzo, región de Toscana, con 2.836 habitantes.

Ubicación de la ciudad de Castel Focognano dentro de la provincia de Arezzo.

## Evolución demográfica
| Gráfica de evolución demográfica de Castel San Niccolò entre 1861 y 2001 |
|                                                                          |
| Fuente ISTAT - Elaboración gráfica por parte de Wikipedia                |